# Israel Tal
Israel Tal (hebræisk: ישראל טל)
(1924 – 2010), også kendt som Talik (hebræisk: טליק), er en israelsk general, som er kendt for sin viden om kampvognskrig. Tal begyndte sin militærtjeneste i den britiske hærs jødiske brigade og gjorde tjeneste i Italien under 2. Verdenskrig. Senere var han lavtrangerende officer under Israels uafhængighedskrig i 1948. Under Suezkrigen i 1956 ledede han en brigade, og under Seksdageskrigen i 1967 ledede han en pansret division. I den sidste del af Yom Kippur krigen havde han kommandoen over Sydfronten.
Den israelske regering besluttede i 1970, at den havde brug for en egen kampvognsproducent på grund af den politiske usikkerhed i forbindelse med køb fra udlandet. General Israel Tal ledede en udviklingsgruppe, som tog højde for det karakteristiske ved de israelske slagmarker og den lære, der kunne drages fra tidligere krige og begyndte udvikling og fremstilling af Israels Merkava-kampvogn.
Israel Tals billede optræder på Pattonmuseets mur med de største pansergeneraler sammen med Moshe Peled (også israeler), amerikanerne George S. Patton og Creighton Abrams samt tyskeren Erwin Rommel.
Tal fik Israel Prisen i 1997 for "[Et] særligt bidrag til samfundet og staten". I 2002 blev han udvalgt som "Knight of Quality Government" af "Bevægelsen for offentlig kvalitetsledelse i Israel indenfor kategorien "Militær og sikkerhed".

## Kampvognsdoktrin
General Tal er skaberen af Israels kampvognsdoktrin, som førte til de israelske sejre i Suezkrigen og Seksdageskrigen. Efter Suezkrisen gjorde Tal pansertropperne til det førende element i den israelske hær, og de var kendetegnet ved høj mobilitet og uophørligt angreb. General Tal overtog ledelsen af det israelske panserkorps i 1964 og optrænede alle israelske kampvognsskytter til at ramme mål på længere afstand end 1,5 km.  I åbent terræn viste denne færdighed i at ramme mål på lang afstand sig af vital betydning for de israelske panserstyrkers overlevelse i de følgende krige. Mobiliteten kan sammenlignes med den tyske Blitzkrieg, og mange anser den for at være en videreudvikling af denne taktik. Tals reformer og succes i 1967 førte den israelske hær til at udvide panserstyrkernes rolle. Dette førte til, at andre mindre glamourøse dele af hæren, såsom infanteriet, fik mindre opmærksomhed. I Yom Kippur krigen i 1973 betød den overdrevne fokus på hurtige panserstyrker, at den israelske hær manglede defensive våben. Først i de senere faser af krigen kunne kampvognene bryde igennem og vise deres potentale, da general Avraham Adans kampvogne gennembrød de ægyptiske linjer, krydsede Suezkanalen og omringede den 3. ægyptiske armé ved Suez.
Selv om den israelske hær er blevet en mere afbalanceret styrke siden 1973, var Tals indflydelse på kampvognsdoktrinen meget vigtig for hærens udvikling og har påvirket kampvognsdoktriner over hele verden.